# Groß Miltzow
Groß Miltzow település Németországban, Mecklenburg-Elő-Pomeránia tartományban. Lakosainak száma 975 fő (2023. december 31.).

## Népesség
A település népességének változása:
| Lakosok száma | 1011 | 988  | 977  | 989  | 975  |
|               | 2017 | 2019 | 2021 | 2022 | 2023 |